# Egor Pogostnov
Egor Alekseevič Pogostnov (in russo Егор Алексеевич Погостнов?; Aleksandrov, 1º marzo 2004) è un calciatore russo, difensore della Lokomotiv Mosca.

## Carriera

### Club
Cresciuto nel settore giovanile della Lokomotiv Mosca, debutta in prima squadra il 6 novembre 2022, in occasione dell'incontro di Prem'er-Liga pareggiato per 2-2 contro l'Ural.

### Nazionale
Ha giocato nelle nazionali giovanili russe Under-16, Under-18 ed Under-19.

## Statistiche

### Presenze e reti nei club
Statistiche aggiornate al 30 aprile 2023.
| Stagione        | Squadra         | Campionato      | Campionato | Campionato | Coppe nazionali | Coppe nazionali | Coppe nazionali | Coppe continentali | Coppe continentali | Coppe continentali | Altre coppe | Altre coppe | Altre coppe | Totale | Totale |
| Stagione        | Squadra         | Comp            | Pres       | Reti       | Comp            | Pres            | Reti            | Comp               | Pres               | Reti               | Comp        | Pres        | Reti        | Pres   | Reti   |
| --------------- | --------------- | --------------- | ---------- | ---------- | --------------- | --------------- | --------------- | ------------------ | ------------------ | ------------------ | ----------- | ----------- | ----------- | ------ | ------ |
| 2021-2022       | Kazanka Mosca   | 2D              | 1          | 0          |                 | -               | -               |                    | -                  | -                  |             | -           | -           | 1      | 0      |
| 2022-2023       | Lokomotiv Mosca | PL              | 6          | 0          | CR              | 1               | 0               |                    | -                  | -                  |             | -           | -           | 7      | 0      |
| Totale carriera | Totale carriera | Totale carriera | 7          | 0          |                 | 1               | 0               |                    | -                  | -                  |             | -           | -           | 8      | 0      |